# La Bombonera
La Bombonera (oficialmente Estádio Alberto José Armando) é o estádio do Club Atlético Boca Juniors. Sua capacidade atual é para 57.200 pessoas. O campo segue as medidas mínimas permitidas pela FIFA (105m x 68m). O nome oficial homenageia o ex-presidente Alberto José Armando.
Seu apelido deve-se à sua forma retangular como a de uma caixa de bombons. A principal razão para isso é o reduzido espaço que fora destinado à sua construção, iniciada em 1923. A solução encontrada pelo arquiteto José Luiz Delpini - que lhe granjeou vários prêmios - foi a de criar três anéis de arquibancadas, de modo que quem assiste ao jogo da terceira arquibancada tem de olhar para baixo se quiser assistir ao jogo com clareza.

## Histórico
Em 1923, iniciou-se sua construção. O então presidente do Boca, Camilo Cichero, concluiu as obras e batizou o estádio com seu nome. Foi inaugurado com vitória dos donos da casa por 2x1 em um amistoso contra o San Lorenzo. Em 1952, foi instalada a iluminação para jogos noturnos. Devido à terrível crise institucional e financeira que assolou o clube em 1984, o estádio foi penhorado. Em 1996, foram construídos camarotes VIPs pelo presidente Mauricio Macri e, em 2001, o estádio foi rebatizado com o nome de Alberto J. Armando, homenagem a outro megaempresário e político, que fora presidente da instituição nos anos 70. Seu exterior foi pintado recentemente com afrescos do reconhecido pintor Pérez Celis, que retratou a paixão dos adeptos do clube, bem como aspectos relacionados à vida cotidiana do bairro de La Boca, como o dia-a-dia dos imigrantes italianos.

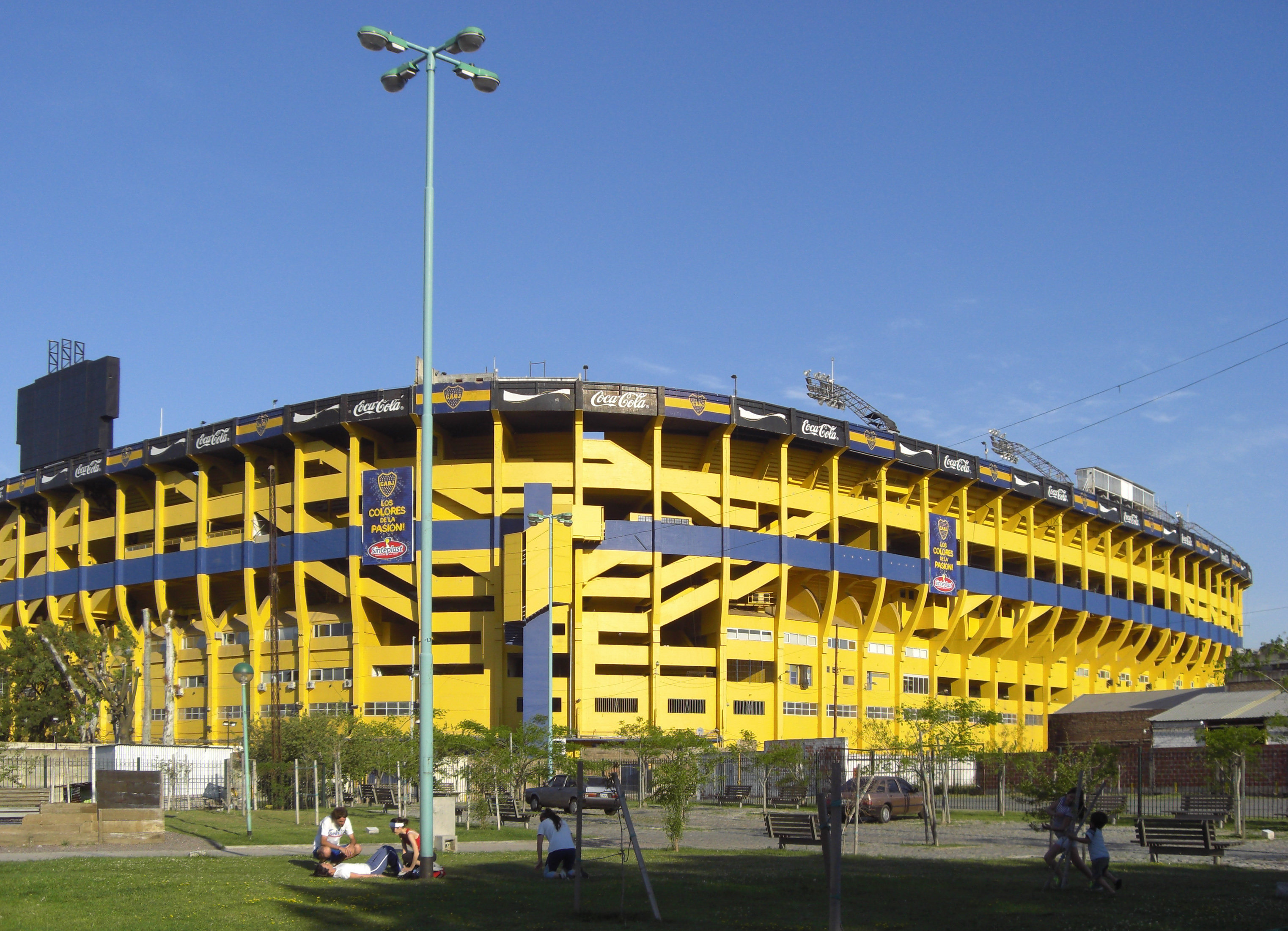
Vista da fachada da La Bombonera.

Foi a disposição vertical das arquibancadas, onde cabem cerca de 50 mil pessoas, que fez com que o estádio começasse a ser chamado de "la bombonera", numa curiosa comparação com uma caixa de bombons.

### Controvérsias
Durante uma partida válida pelo Torneio Metropolitano de 1983 entre Boca Juniors e Racing antes do início do clássico, um sinalizador naval foi lançado pela torcida organizada do Boca conhecida por La Doce. O artefato cruzou toda a extensão do campo de jogo e atingiu Roberto Basile, que era torcedor do Racing, e tinha 26 anos de idade. O explosivo penetrou a garganta de Basile, que morreu imediatamente. Mesmo com o incidente, a partida não foi suspensa, pois as autoridades da época alegaram que o cancelamento poderia causar um tumulto maior e terminou empatada em 2 a 2. O resultado, porém, foi o de menos. Segundo o livro La Doce, do jornalista Gustavo Grabia, o ataque com sinalizadores foi programado pelo ex-líder da barra-brava, José Barrita, como resposta a uma emboscada que a torcida do Racing tinha feito no confronto anterior entre os clubes. Dois torcedores, Roberto Caamaño e Miguel Eliseo Herrera, foram apontados como culpados e condenados a três anos de prisão. Tempos depois eles foram absolvidos sob a alegação de homicídio culposo.

## A proposta de um novo estádio
Em maio de 2012 o presidente do clube Daniel Angelici manifestou o desejo de o Boca Juniors construir um novo estádio para 75 mil pessoas até 2016. A nova arena seria levantada onde atualmente está sediada a Casa Amarilla, centro de treinamento do Boca Juniors. Disse Angelici à Rádio Rock & Pop "Queremos ter um estádio maior. Levantar um novo estádio onde hoje está a Casa Amarilla para 75 mil pessoas e termina-lo para a temporada 2015/16, a ideia é comprar mais dois terrenos e fazer o novo estádio na Casa Amarilla, com 75 mil lugares e inaugura-lo na temporada 2015/16".
Sobre a La Bombobera, Angelici descartou derruba-la, mas confirmou que o atual estádio no bairro de La Boca receberá outros eventos. "De nenhuma maneira vamos derrubar um templo como La Bombonera. A ideia é cobri-la e usar para atividades como shows". "Boca é a marca argentina mais conhecida no mundo. Dentro do estádio vamos fazer um museu, restaurantes, lojas, estacionamentos...é uma obra integral", completou Angelici.

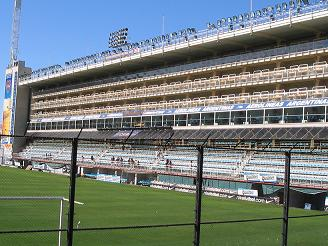
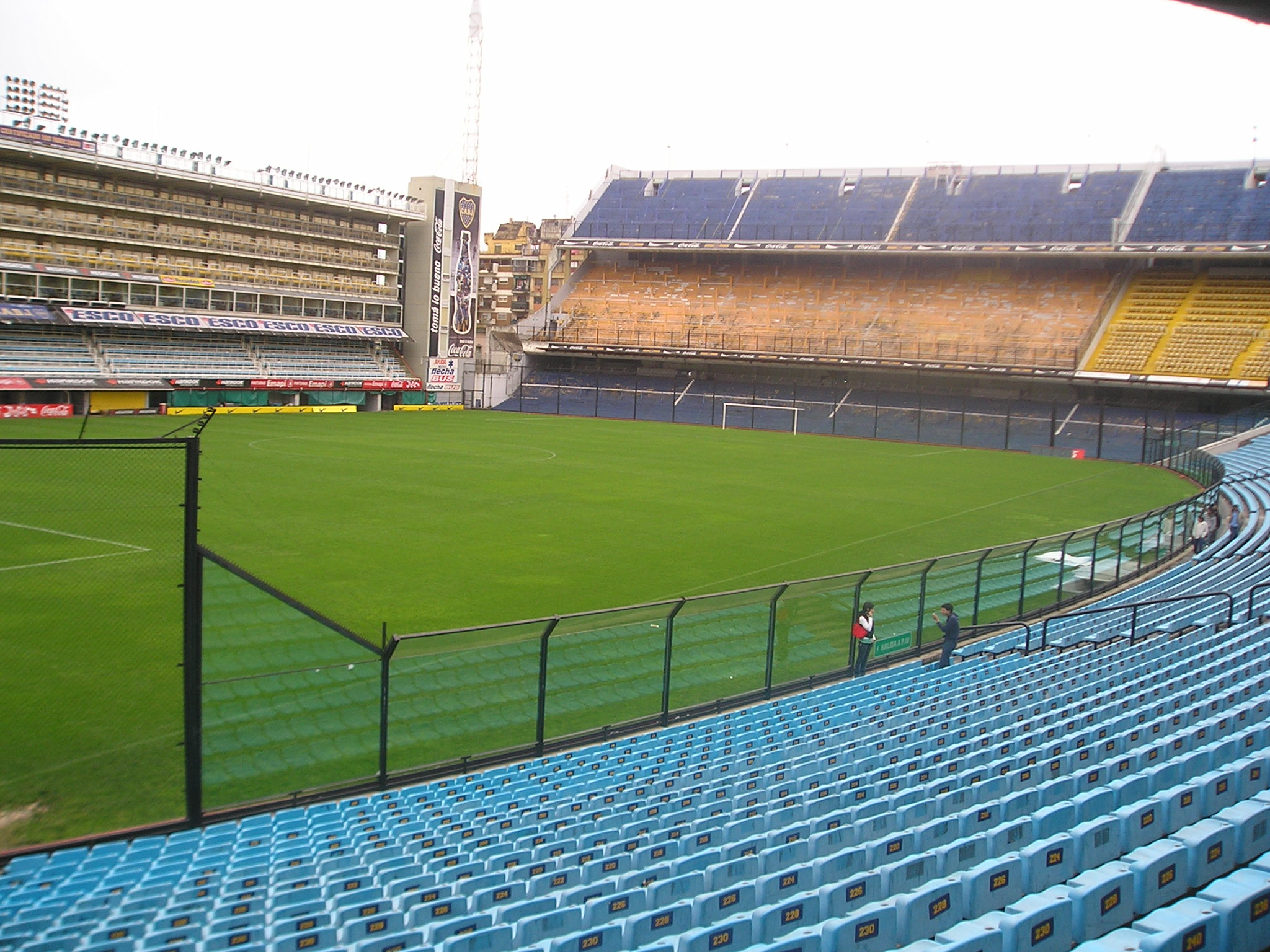
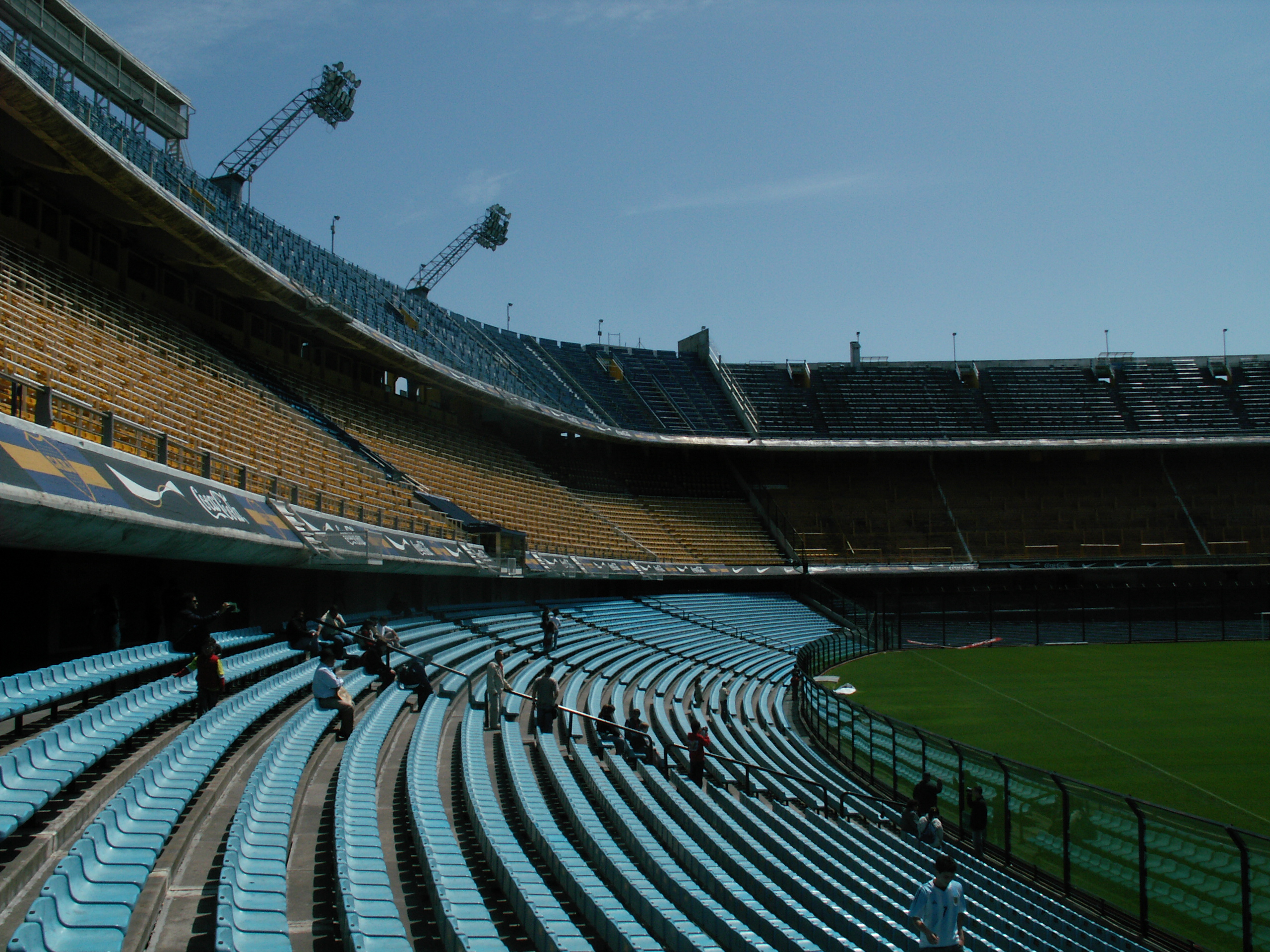
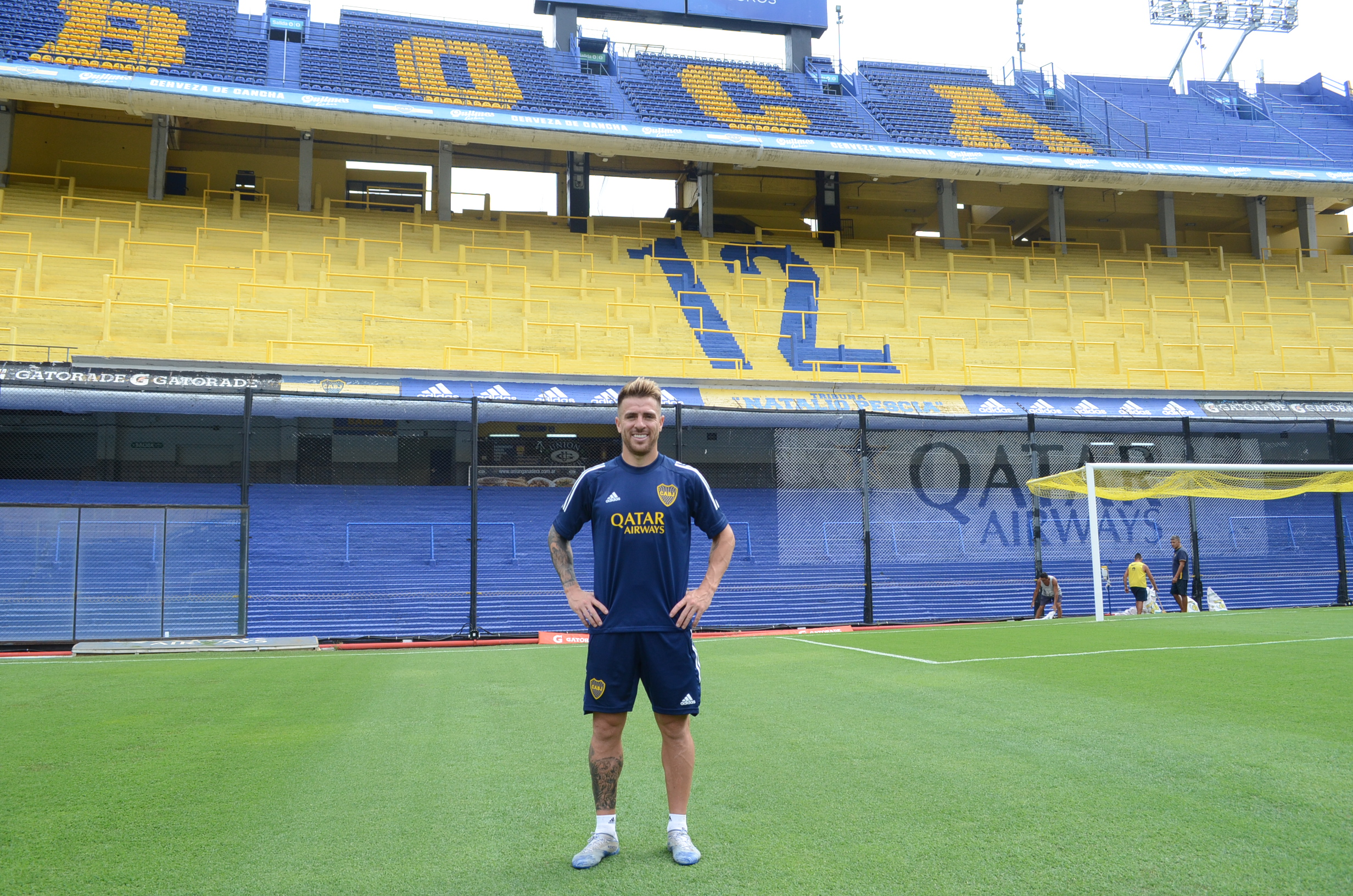
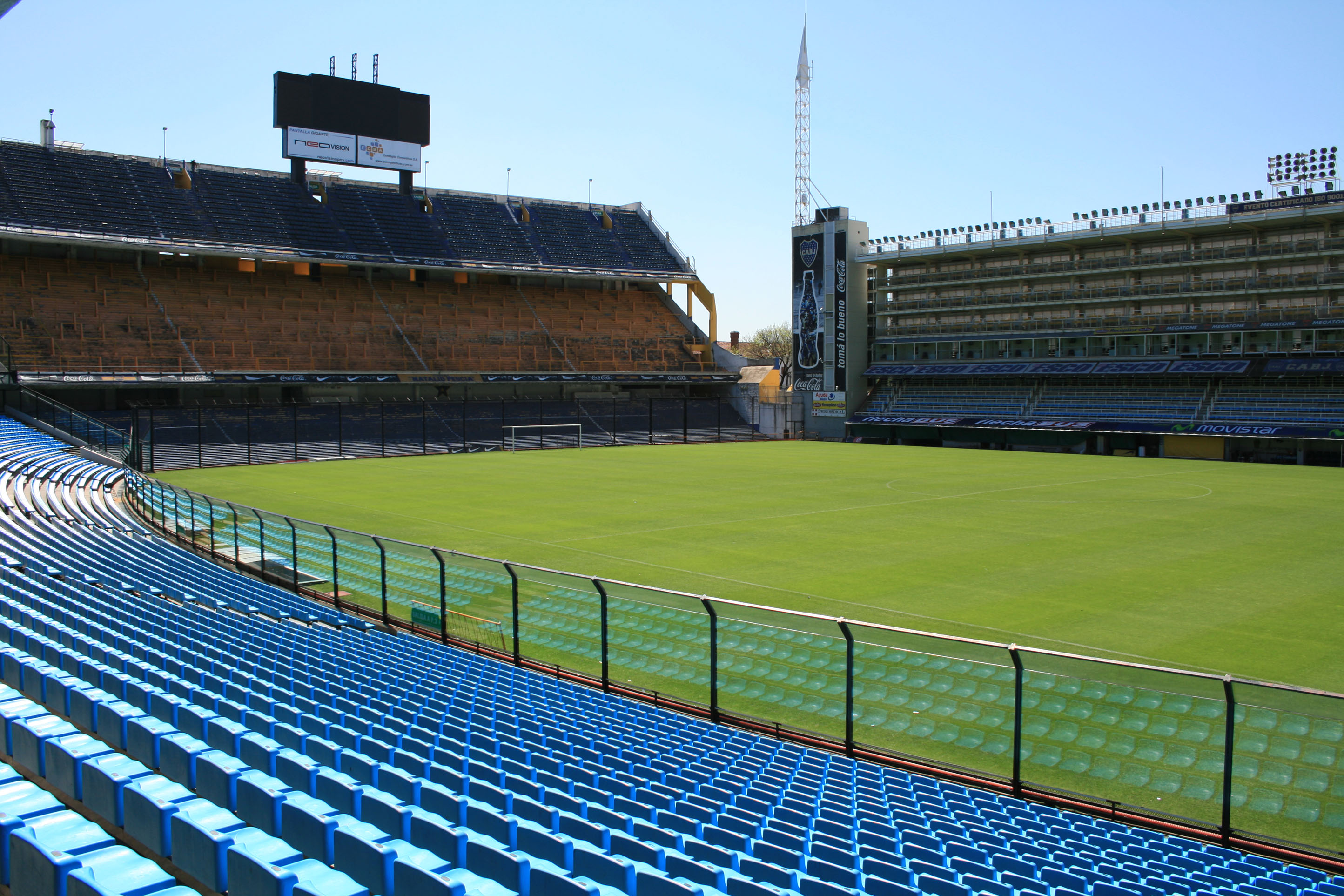